# Tettigonia prolixa
Tettigonia prolixa är en insektsart som beskrevs av Lethierry 1881. Tettigonia prolixa ingår i släktet Tettigonia och familjen dvärgstritar. Inga underarter finns listade i Catalogue of Life.